# Beyköy, Tefenni
Beyköy là một thị trấn thuộc huyện Tefenni, tỉnh Burdur, Thổ Nhĩ Kỳ. Dân số thời điểm năm 2010 là 1.13 người.